# Untritri
Untritri (símbol Utt) és el nom sistemàtic donat per la IUPAC a l’hipotètic element químic amb número atòmic 133.
Aquest element del 8è període de la taula periòdica pertanyeria a la família dels superactínids i formaria part dels elements del bloc g.
A mesura que s’allunyen de l'Illa d'estabilitat (no superior a Z ≈ 127), els àtoms sintetitzats haurien de ser ràpidament extremadament inestables, fins al punt que Z ≈ 130 se cita amb freqüència com a límit "experimental" de l'existència pràctica d'aquests elements; per tant, no és segur que l'element 133 es pugui detectar cap dia amb eficàcia.